# Holocausto en Hungría

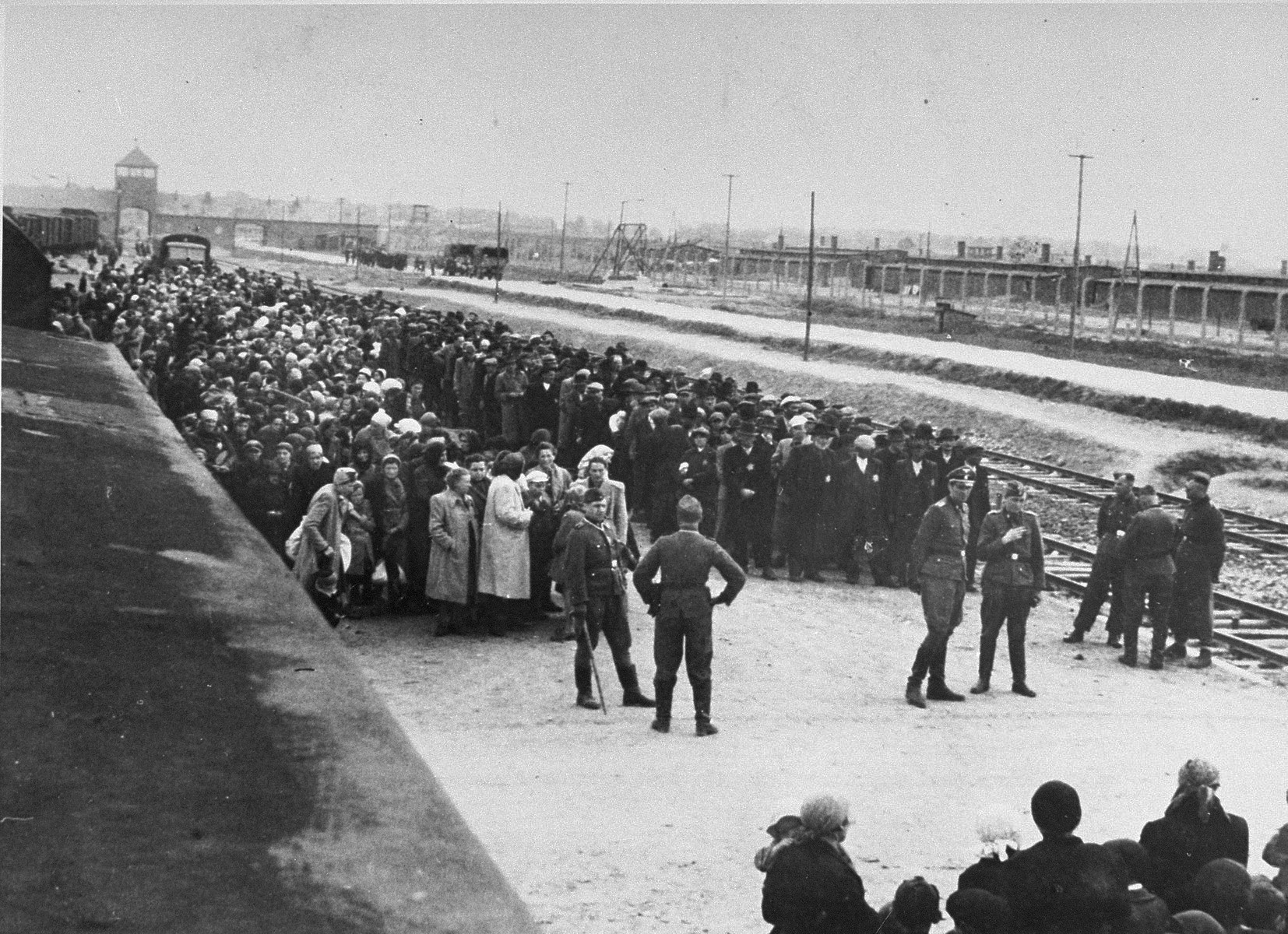
Un grupo de judíos húngaros en la plataforma de llegada de Auschwitz II-Birkenau, hacia mayo de 1944. La mayoría fue seleccionada, tras bajar del tren de carga, para morir en las cámaras de gas

El Holocausto en Hungría consistió en la persecución, deportación y asesinato de más de la mitad de los judíos húngaros, llevada a cabo principalmente tras la ocupación alemana en marzo de 1944. Unos 825 000 judíos vivían en Hungría, la única comunidad en la Europa ocupada que se había mantenido prácticamente intacta desde el inicio de la «solución final», pues pese a la constante promulgación de leyes discriminatorias y el abierto antisemitismo, el gobierno del primer ministro Miklós Kállay había rechazado consistentemente las solicitudes de sus aliados nazis para deportar a la población judía. Por esta razón, unos 15 000 judíos habían escapado desde sus países de origen hacia la relativa seguridad del territorio húngaro.
Adolf Hitler creía que Kállay tenía intenciones de unirse a los Aliados y que deliberadamente protegía a los judíos de su país. Por esta y otras razones, ordenó la rápida ocupación de Hungría y remplazó a su errático aliado por un primer ministro pro-nazi. Tras la invasión, que no encontró resistencia, el oficial de las SS Adolf Eichmann llegó a Budapest para supervisar la deportación de los judíos a los campos de exterminio en la Polonia ocupada. A partir del 15 de mayo de 1944, se envió a unos 440 000 judíos húngaros hacia el campo de exterminio de Auschwitz II-Birkenau, donde casi todos murieron inmediatamente tras su llegada. Miklós Horthy, regente de Hungría, ordenó detener las deportaciones el 6 de julio. Tres días después, el cese se hizo efectivo, pero para ese momento todo el país, a excepción de Budapest, era judenrein.
De acuerdo con el historiador Randolph L. Braham, la destrucción de la comunidad judía de Hungría «constituye uno de los capítulos más polémicos de la historia del Holocausto». En 1944, cada vez más cerca del fin de la guerra, la comunidad internacional estaba plenamente consciente de la realidad de los judíos europeos. Pese a la convicción de que serían protegidos y no correrían la misma suerte que los demás, los judíos húngaros fueron rápidamente aniquilados.